# Międzynarodowe Triennale Rysunku we Wrocławiu
Międzynarodowe Triennale Rysunku – cykliczna, dedykowana rysunkowi impreza artystyczna o charakterze konkursu, odbywająca się we Wrocławiu w latach 1965-1995. Wznowiona w 1999.
Wrocławskie Triennale zapoczątkowane zostało w 1965 r. jako wydarzenie ogólnopolskie, a w 1974 r. przekształcono je w imprezę międzynarodową. Poprzedziły je dwa pokazy: zorganizowana w 1948 r. Ogólnopolska Wystawa Rysunku (pierwsza tego typu wystawa w powojennej Polsce, zorganizowana przez Biuro Planowania Przestrzennego) oraz okręgowa wystawa rysunku w roku 1964. Inicjatorem Triennale był Andrzej Will, a jego wieloletnimi współpracownikiem był Andrzej Lachowicz, wraz z którym współtwórczynią wydarzenia w latach 70. była Natalia LL. W tym czasie pełniło ono ważną rolę zwłaszcza dla twórczyń i twórców rozkwitającej w Polsce sztuki konceptualnej. Międzynarodowe Triennale Rysunku było jedynym tego rodzaju pokazem rysunku w kraju, kluczową dużą imprezą plastyczną w tej części kraju oraz jednym z najważniejszych przeglądów sztuki współczesnej w Europie Wschodniej. W ramach Triennale eksplorowano granice dyscypliny, podważając formalne wyznaczniki rysunku. Jak podkreśla historyczka sztuki Barbara Baworowska, eksperymentalna formuła wydarzenia wyczerpała się w połowie lat 90., czego dowodem było przyznanie jednej z głównych nagród Zdzisławowi Jurkiewiczowi za instalację na którą składały się słoje wypełnione glonami. Ostatnia edycja Międzynarodowego Triennale Rysunku odbyła się w roku 1995. 
Do tradycji tego wydarzenia nawiązuje Międzynarodowy Konkurs Rysunku organizowany od 1999 r. przez Akademię Sztuk Pięknych im. Eugeniusza Gepperta we Wrocławiu. Przejęcie tego przedsięwzięcia przez ASP wiązało się ze zmianą formuły wydarzenia oraz ze zwrotem w stronę rysunku akademickiego. Przewodniczącym Triennale został Paweł Frąckiewicz. Od 2016 r. Międzynarodowy Festiwal Współczesnego Rysunku Think Tank lab Triennale (Think Tank lab Triennale International Festival of Contemporary Drawing).
Udział we wrocławskim Triennale Rysunku wzięły m.in. takie osoby jak: Christo, Valie Export, Carolee Schneemann, Royden Rabinowitch, Hermann Nitsch, Marlene Dumas, Nancy Spiro, A.R. Penck oraz Magdalena Abakanowicz, Jan Berdyszak, Jerzy Bereś, Janusz Bałdyga, Izabela Gustowska, Jan Chwałczyk, Józef Robakowski, Wanda Gołkowska, Zbigniew Dłubak, Zdzisław Jurkiewicz, Mikołaj Smoczyński czy Zbigniew Warpechowski.